# Samsung NX10
Samsung NX10 (EV-NX10ZZBAB) — беззеркальная системная фотокамера, анонсированная 5 января 2010 года. Ориентирована на продвинутых любителей. Является родоначальником новой линейки фотоаппаратов компании Samsung Electronics (NX-серии).

## Описание
Отличительными особенностями являются псевдозеркальный дизайн в сочетании с сенсором формата APS-C, высокий уровень совместимости с объективами сторонних производителей. В камере использованы процессор DRIM Engine 2 Pro (32-битный RISC-процессор, совместимый с Fujitsu FR) и модернизированный вариант матрицы, устанавливаемой в DSLR-камеры Samsung GX-20 (S5K1N1F).
Фотоаппарат оснащён дисплеем, выполненным по технологии AMOLED с применением субпиксельного рендеринга (схема PenTile). Реализована ультразвуковая система очистки сенсора.
Запись снимков — в форматах JPEG и Raw (SRW — проприетарный формат, основанный на компрессированном TIFF). Присутствует возможность съёмки HD-видео с кодированием MPEG-4 (H.264) вплоть до 1280×720p, 30 кадров/с (построчный перенос, возможен эффект роллинг-шаттера). Доступен вывод изображений и видео через интерфейс HDMI (версии 1.3) с поддержкой протокола дистанционного управления CEC (Samsung Anynet+). Фотоаппарат оснащён портом USB (версии 2.0) с поддержкой PictBridge.
Среди опций системы NX присутствуют модуль GPS (GPS10), 3 ИФО (SEF15A, SEF20A, SEF42A).
Фотокамера NX10 поддерживает фирменный интерфейс управления через объектив — Samsung i-Function/iFn (начиная с версии прошивки 1.20), также встроена возможность создания панорамных кадров (начиная с версии прошивки 1.30).

## Samsung NX5
Samsung NX5 (EV-NX5ZZZBAB) — модификация модели Samsung N10, анонсированная 27 мая 2010 года. Представляет собой удешевлённый аналог фотоаппарата Samsung NX10, использованы другие матрицы дисплея и видоискателя, отсутствует система очистки матрицы.
Фотокамера официально продаётся только в Германии, США, Южной Корее и на Украине.

### Отличия от NX10
ЖК-дисплей NX5 выполнен по традиционной технологии TFT и имеет существенно меньшее разрешение, 320 × 240 (230 тыс. пикселей). Охват кадра составляет 98 %. Разрешение электронного видоискателя тоже уменьшено, до 300 × 220 (201 тыс. пикселей), кадр тоже охватывается на 98 %.

## Samsung NX11
28 декабря 2010 года анонсирован к выпуску фотоаппарат Samsung NX11, замещающий в производстве модель NX10.

## Объективы
В списке оптики — пять моделей объективов (ещё 5 анонсировано к выпуску):
- 30 мм/F2,0 (EX-S30NB),
- 18-55 мм/F3,5-5,6 OIS (EX-S1855SB),
- 50-200 мм/F4,0-5,6 ED OIS (EX-T50200SB).
- 20 мм/F2,8 iFn (EX-W20NB),
- 20-50 мм/F3,5-5,6 iFn (EX-S2050NB).

Диапазон объективов для фирменного байонета может быть расширен за счет выпущенного Samsung адаптера для байонета K (ED-MA9NXK).

## Комплект поставки
- USB-кабель
- аккумулятор Samsung BP1310
- зарядное устройство samsung BC1310 + сетевой кабель
- CD с программным обеспечением и инструкцией пользователя на русском языке
- руководство пользователя в печатном виде (русский язык)
- шейный ремень
- объектив EX-S30NB или EX-S1855SB (может отсутствовать)